# Na'vi (språk)
Na'vi är ett konstgjort språk som talas av Na’vi, de inhemska humanoider som befolkar den fiktiva månen Pandora i science fiction-filmen Avatar från 2009 av James Cameron. Språket skapades av Paul Frommer, professor vid handelsskolan på University of Southern California i USA med en doktorsgrad i lingvistik. Frommer fick några ord av Cameron att utgå ifrån, och skapade språket med riktig grammatik och lite mer än 2000 ord.
Na’vi skapades för att fungera ihop med James Camerons tanke om hur språket skulle låta i filmen. Det skulle vara realistiskt lärbart för de fiktiva människorna i filmen och kunna uttalas av skådespelarna, utan att låta som något existerande mänskligt språk. Na'vi-folket skriver inte och därför finns det inget skriftspråk för Na'vi, mer än det som används för att lära sig språket. 
När filmen släpptes år 2009 bestod Na’vis vokabulär av cirka tusen ord, men endast språkets skapare kände till grammatiken.

## Tra ärnskribering
a, ä, e, i, ì, o, u, f, h, k, kx, l, m, n, ng, p, px, r, s, t, ts, tx, v, w, y, z, ‘
kx, px och tx betecknar de ejektiva motsvarigheterna till k, p respektive t. Tecknet ' betecknar glottal klusil.

## Na'vi-grammatik

### Vem gör vad?
Ordföljden spelar ingen roll inom Na'vi, och en översättning kan då göras i tex svensk eller engelsk ordföljd.
För att veta vem det är som gör något mot någon i meningen, lägger man till ett -l/-ìl.
För att visa vem som handlingen görs åt/mot lägger man till -it/-ti.
I en mening, låt oss säga "jag ser dig" måste vi använda dessa ändelser för att visa vem som gör vad. 
Vi har ordet för jag - oe. Du - nga. se(spirituellt) - kame.
Eftersom ordföljden är fri, kan meningen oe kame nga betyda både jag ser dig och du ser mig. 
Alltså måste vi använda ändelserna. Först tittar vi på vem som gör något- det är jag. Då lägger vi till -l på oe, vilket blir oel. Vem görs verbet mot? Dig, alltså lägger vi till -ti - vilket ger ngati.
Meningen blir då: Oel kame ngati. 
Tex Kame oel ngati fungerar precis lika bra. 
Sammanfattningsvis får subjektet i en mening ändelsen -l/-ìl och ackusativobjektet får ändelsen -it/ti.
Det som avgör om ett ord får ändelsen -it eller -ti är vilken bokstav ordet slutar på.
- a, ä, e, i, ì, o, u ger ti
- f, h, k, kx, l, m, n, ng, p, px, r, s, t, ts, tx, v, w, y, z, ' ger it

Samma sak gäller med subjektets ändelse:
- a, ä, e, i, ì, o, u ger l
- f, h, k, kx, l, m, n, ng, p, px, r, s, t, ts, tx, v, w, y, z, ' ger ìl

Dessa ändelser behövs dock bara när någon gör något mot någon annan. I en mening som du är vacker finns det ingen som gör något. Alltså behövs inte ändelserna. Vi har vacker- sevin. Är - lu. Meningen blir helt enkelt Nga lu sevin. 

### Verb
Verben inom Na'vi fungerar inte som i många andra språk. För att ändra tempus(tidsform) lägger man in ett så kallat infix i ordet. När man gör detta kan ord bli närmast oigenkännliga, så om man vill göra det lite enklare för läsare att förstå, så kan man skriva infixet innanför <>, till exempel <ay>.

#### De vanligaste för att förändra tempus
- ay - ska göra något, i framtiden
- ìy - ska göra något, snart
- er - gör något, pågående
- ìm - gjorde precis något
- am - gjorde något, för en tid sedan
- ol - har gjort något, och avslutat handlingen

#### Mindre vanliga infix som förändrar tempus
- ìsy - Kommer definitivt göra något snart
- asy - Kommer definitivt att göra något
- ìy - Är på väg att göra något
- ìyev - Kommer att göra snart(Som i ”Vi ses snart”)
- ìrm - Gjorde något nyss
- arm - en blandning av er och am, betyder gjorde något förut (samma som engelskans ”I was doing”.)

#### Övriga infix
- äp - reflekterar till den som gör verbet ”Oe täparon” betyder ”Jag jagar mig själv.”
- ats - Tror att jag gjorde verbet, tex. ”Oel tspatsang poanit” = ”Jag tror jag dödade honom”
- awn - gör om ett verb till ett adjektiv såhär tex. ”Jaga → jagad” = ”Taron → Tawnaron” ”Oe tawnarona tute lu.” = ”Jag är en jagad person.” Notera att verbet även får ett –a precis som adjektiven.
- us - Förändrar verbet ifrån ”jaga” till ”jagande”
- eyk - Gör om verbet till något som orsakar något. Tex. ”Oe teykaron pot” = ”Jag orsakade honom till att jaga.”
- ilv - Att man vill något
- imv - Att man ville något
- iv - vill göra/låt oss göra. Tex i "låt oss hoppa" skulle iv passa bra
- irv - Förändrar ordet ifrån ”förstå” till ”förstående”. Tex ”Tslam → Tslirvam” = ”Förstå” → Förstående”
- uy - Ger verbet en ärofull mening
- ei - visar att personen har en positiv känsla om handlingen Oel ngati kameie, eller enklare: Oel ngati kam<ei>e.
- äng - visar att personen har en negativ känsla om handlingen

Dessa infix placeras bara i verb.

#### Var placerar man infixet?
Det beror på verbet. <1> och <2> visar positioner där du kan placera infixen. Här är några exempel:
- Emza'u - klara något(tex ett test) emz<1>a’<2>u
- 'ì'awn - att stanna, bli kvar ‘<1>ì’<2>awn
- Omum - veta <1>om<2>um
- Hum - lämna h'<1><2>um

<1> är för infix som ändrar tempus, <2> för infix som visar känsla(ei, äng men även ats och uy)
Verb kan alltså bli helt oigenkännliga när man stoppar in infixen. Om jag till exempel vill säga Jag kommer att få veta snart, och har en negativ känsla över det blir meningen Oe ìyom'ängum. För att kunna känna igen verben får man öva in infixen och lära sig att se verbets stam i ordet.

### Bestämd form
I Na'vi finns det inga bestämda former. Alltså inget liknande sätt att använda våra ändelser för att forma ett bestämt ord. Vi lägger till -en och -et ändleser, så som i folket, huset, stolen.
För att säga vålnaden på Na'vi, säger man helt enkelt ikran. Men detta kan också betyda en vålnad. 
Ordets betydelse får alltså tolkas utifrån meningen. 
Meningen "Sa'nok herasaw." kan betyda både "Mamma sover" och "Mamman sover".

### Plural
För att säga något i plural, som är fler än 3, lägger man till ay- i början av ordet.
Så om man ska säga flera demoner blir det ayvrrtep.
Om det sedan är exakt två av något, låt oss säga ett par med ögon, lägger man till me-. Så ordet blir menari.
Samma sak om det är tre, då lägger man till pxe-. Till exempel tre elever: pxenumeyu.
- ay- - fler än tre
- me- - två (ett par av något)
- pxe- - tre av något

### Personliga pronomen
Singular
- Oe - Jag
- Nga - Du
- Po - Den/Det
- Poe - Hon
- Poan - Han

När man pratar om dem, oss osv i Na'vi måste man veta om du, som man pratar till ingår i dem eller oss.
För att säga vi två, men inte du blir det moe. Som ni ser läggs ett m på ordet oe. Detta är eftersom me- visar att det är två av något. 
Plural
- Moe - vi två, men inte du
- Oeng - vi två, du och jag(sammansättning av oe och nga)
- Pxoeng - Vi tre
- Pxoe - Vi tre, men inte du
- Menga - Ni två
- Pxenga - Ni tre
- Aynga - Ni(fler än tre)
- Ayoeng - Vi alla(fler än tre)
- Ayoe - Vi alla, men inte du
- Ayfo/Fo - Dem alla
- Mefo - De två
- Pxefo - De tre

#### Feminint/maskulint
Den feminina ändelsen inom Na'vi är -e  och den maskulina -an.

### Ägandeform
När något är ditt, får ägaren ändelsen -yä eller -ä. Detta beror på ägarens sista bokstav.
- a, ä, e, i, ì ger yä
- o, u, f, h, k, kx, l, m, n, ng, p, px, r, s, t, ts, tx, v, w, y, z, ‘ ger ä

Enda regeln för ägandeformen är att ägaren och det som ägs måste stå bredvid varandra. Om jag ska säga min vålnad, kan jag antingen skriva det Oeyä ikran eller Ikran oeyä. I längre meningar är detta mycket viktigt för att man ska hålla koll på vad som ägs.
Om jag ska säga nattens vålnad blir det txonä ikran eller ikran txonä.

#### Possessiva pronomen
- Oeyä - min/mitt/mina
- Ngeyä - din/ditt/dina
- Awngeyä - era/ert/eran
- Ayngeyä - våra/vårt/våran
- Peyä  - hennes/hans
- Feyä - deras

#### Verbet "att ha"
För att säga att man har något på Na'vi säger man det på ett annorlunda- man säger att något är till mig. Då måste man använda ändelsen -ru.
Vi har verbet lu, vilket betyder är, vara.
För att säga Jag har en vålnad blir Oeru lu ikran- vilket korrekt översätts till en ikran är till mig.

### Frågeord
Pe- visar att ett ord är ett frågeord. 
- Pesu / Tupe - vem
- Peseng / Tsengpe - var eller vart
- Pelun / Lumpe - varför
- Pehem / Kempe - vad (frågeord som fokuserar på en handling. Alltså "Pehem?" = "vad för handling?")
- Pefya / Fyape - hur
- Pehrr / Krrpe - när
- Peu / 'Upe - vad (fokuserar på en sak. Alltså "Peu?" = "vad för sak?")

Som du ser, tar man bort pe i varje ord får man samma stam kvar. 
tex. Tsengpe / Peseng = Tseng och seng. (T försvinner i sambandet med att pe läggs till, mer till det senare)
För att svara på dessa ord, kan man använda de nedan:
- Tsatu - den personen
- Fìtseng - här
- Tsatseng - där
- Talun... - därför att..
- Fìkem - den här handlingen
- Tsakem - den där handlingen
- Fìfya - såhär
- Tsakrr  - då
- Fì'u  - den här saken
- Tsa'u - den där saken

Fì representerar den här.
Tsa representerar den där.
Pe visar att det är en fråga.

#### Srak?
Srak läggs till i en fråga för att markera att frågan är en ja / nej- fråga
I frågan "har du välmående?" används srak, då svaret borde vara ja eller nej. 
Ngaru lu fpom srak?

### Adjektiv
För att beskriva något så kan man använda verbet lu, som i "Nga lu sevin". 
Om du vill säga "Den svarta vålnaden äter" istället för "Vålanden är svart och äter", använder du a. 
A:et funkar så att det ska sitta på adjektivet, och peka mot substantivet. 
Precis som med ägandeformen så måste substantivet och adjektivet vara bredvid varandra för att man ska förstå. 
För att skriva meningen behöver vi veta att svart är layon och att äta är yom. Yom får <er> infixet, eftersom vålnaden gör det omgående.
Ikran alayon yerom. Men det funkar också att skriva: Layona ikran yerom.
((Ikran ← alayon yerom))
Alltså: a:et placeras antingen först eller sist på adjektivet så att det pekar mot substantivet.

### Och
Det finns två sätt att säga och på Na'vi.
- Si kopplar ihop två saker, såsom "arm och ben" blir "pxun si kinam".
- Ulte kopplar ihop två meningar eller handlingar, till exempel "Jag går och du sover" blir "Oe terìran ulte nga herasaw"

## Exempel
- Oel ngati kameie –  "Jag ser dig" (hälsningsfras)
- Kaltxi. Ngaru lu fpom srak? – Hej. Mår du bra? (korrekt översatt: har du välmående?)
- Irayo – Tack
- Kìyevame - Vi ses, Hejdå
- Rutxe - Snälla
- Eywa ngahu - Eywa vare med dig
- Oe lu hu skxawng - Jag är med idioten(ifrån engelskans "I'm with stupid")
- Nga yawne lu oer - Jag älskar dig(korrekt översatt till "du är älskad för mig")
- Oeyä ikran lu kawng - Min vålnad är ond
- Neytiri lu oeyä karyu, si oe lu peyä numeyu - Neytiri är min lärare, och jag är hennes elev.
- Nga za'u fitseng pxìm srak? - Kommer du hit ofta?
- Peseng lu kelutral? - Var är hemträdet?
- Oeyä ikran slivu nga, tsakrr oeng 'awsiteng mivakto - Var min vålnad och låt oss rida tillsammans
- Ngeyä 'eveng lu sevin! - Ditt barn är vackert
- Oeyä tswusayona aynantangìl yasyom ngeyä keyit. - Min flygande Viperwolf kommer definitivt äta ditt ansikte. (Trots att Viperwolfs inte kan flyga.)

## Repliker ifrån filmen
- Fayvrrtep fìtstenge lu kxanì! - De demonerna är förbjudna här!
- Ma Tsu'tey, kempe si nga? - Tsu'tey, var gör du?
- Fìswiräti... ngal pelun molunge fìtsenge? - Den här varelsen, varför har du fört honom hit?
- Oel pot tspìmìyang... tsakrr za'u aungia ta eywa. - Jag var på väg att döda honom, men det kom ett tecken ifrån Eywa.
- Kawkrr! Ke slayu nga Na'viyä hapxì! - Aldrig! Du kommer inte bli en del av Folket!
- 'Eko! 'Eko! 'Eko! - Attack! Attack! Attack!